# Urbain Bouriant
Urbain Bouriant (Nevers, 11 aprile 1849 – Vannes, 19 giugno 1903) è stato un egittologo e archeologo francese.
Fu allievo di Gaston Maspero e divenne membro della Missione archeologica francese a Il Cairo, di cui fu direttore, in sostituzione di Eugène Grébaut, dal 1898 al 1912.  È ricordato come lo scopritore del Vangelo di Pietro in una tomba di Akhmîm durante la stagione di scavi 1886-1887 e per aver completato la traduzione, iniziata molto tempo prima dall'orientalista Étienne Marc Quatremère, dell'opera dello storico egiziano Ahmad al-Maqrîzî intitolata al-Mawāʿiẓ wa al-iʿtibār fī dhikr al-khiṭaṭ wa al-athār.

## Biografia

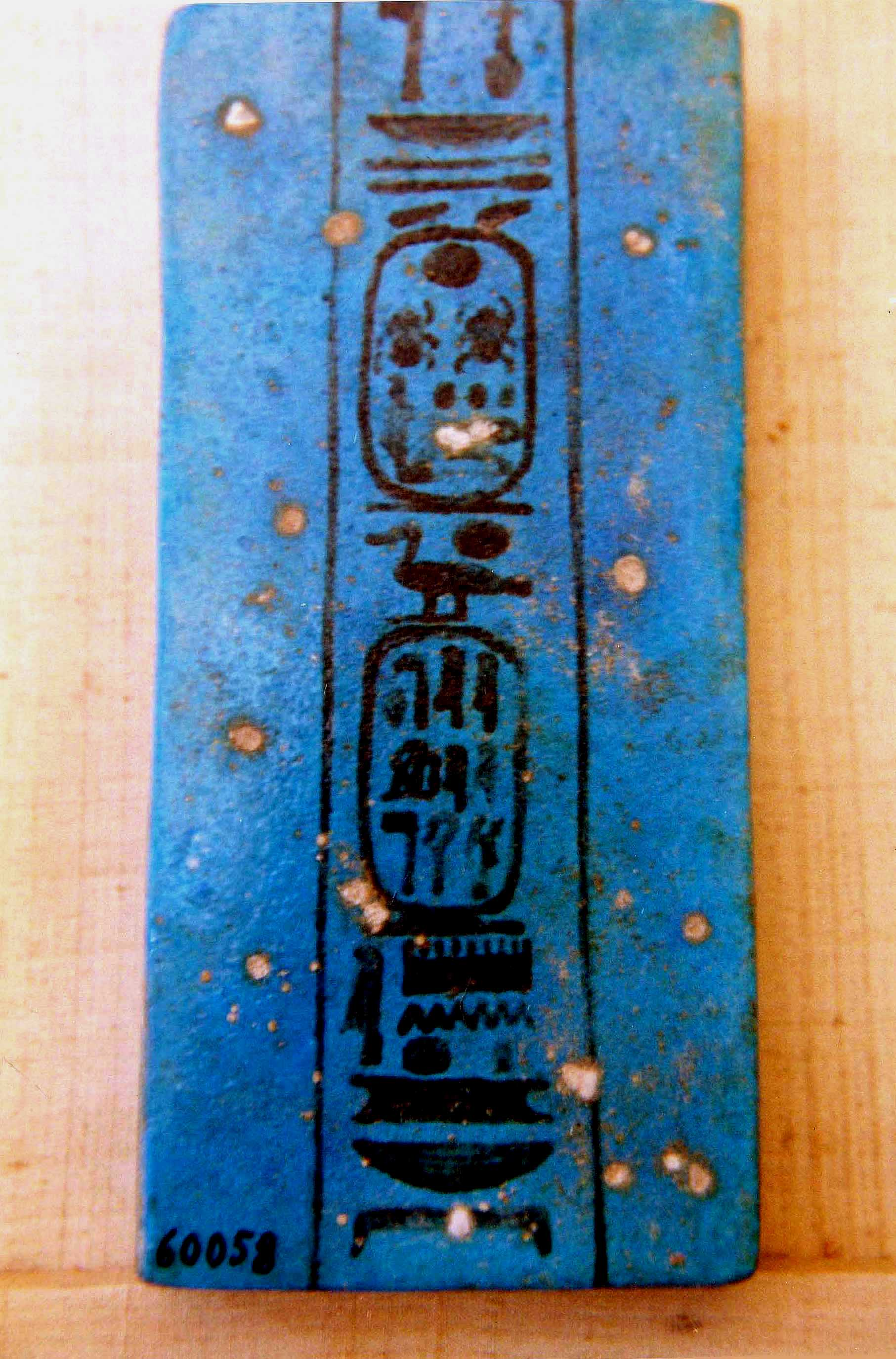
Cartiglio con il nome completo del faraone Ay, Museo Egizio de Il Cairo.

Nacque a Nevers l’11 aprile 1849, e dopo aver frequentato le scuole secondarie nella sua città natale, si iscrisse alla facoltà di legge presso l’Università di Parigi. Nel corso del 1870 per il servizio militare, assegnato alla 4º Reggimento fanteria di marina di Tolone, e dopo lo scoppio della guerra con la Prussia partì volontario per la zona di operazioni in forza alla Divisione "Vaissogne". Combatte a Mounzon, Doisy e nella battaglia di Baizelles, dove rimase ferito e fu fatto prigioniero. Evaso riuscì a rientrare nelle linee francesi, e dopo la firma del trattato di pace fu trasferito in Martinica per terminare il servizio militare, ricoprendo lì l’incarico di segretario del governatore, il contrammiraglio Georges Cloué. Rientrato in Patria, dopo una visita al Museo del Louvre si dedicò agli studi sull’antico Egitto divenendo allievo di Gaston Maspero presso l'École pratique des hautes études, e quando nel febbraio 1884 fu fondata la Missione archeologica francese al Cairo ne entrò a far parte. Assunto l’incarico di direttore della Missione archeologica in sostituzione di Eugène Grébaut il 1 dicembre 1886, per i successivi tre anni ricoprì anche l’incarico di conservatore aggiunto del museo di Boulaq.
Nel 1889 pubblicò il Papyrus d'Akhmim, traduzione di frammenti di manoscritto nel dialetto delle oasi (bachmourique) e tebano acquistati da Maspero per conto della missione archeologica francese, completando anche la traduzione, iniziata oltre cinquant'anni prima dall'orientalista Étienne Marc Quatremère, della al-Mawāʿiẓ wa al-iʿtibār fī dhikr al-khiṭaṭ wa al-athār, opera dello storico egiziano Ahmad al-Maqrîzî (XIV–XV secolo), e una raccolta delle canzoni popolari arabe nel dialetto del Cairo, denominata populaires arabes en dialecte du Caire d'après les manuscrits d'un chanteur des rues, dovuta ai manoscritti in possesso di un cantante di strada. Dopo essersi ammalato gravemente dovette lasciare l’incarico a Émile Gaston Chassinat e rientrare in Francia, dove si spense a Vannes, Morbihan, il 19 giugno 1903.

### L’attività di archeologo sul campo
Come archeologo nella stagione di scavi 1883-1884 scoprì nella tomba del faraone Ay, ad Amarna, una copia del Grande inno ad Aton, attribuito al faraone Akhenaton.
Tra il 1893 e il 1894, insieme a Georges Legrain e Gustave Jéquier, eseguì una campagna di scavi nella necropoli di Tell al-Amarna, dove scoprì la tomba di Khouitatonou.

## Pubblicazioni

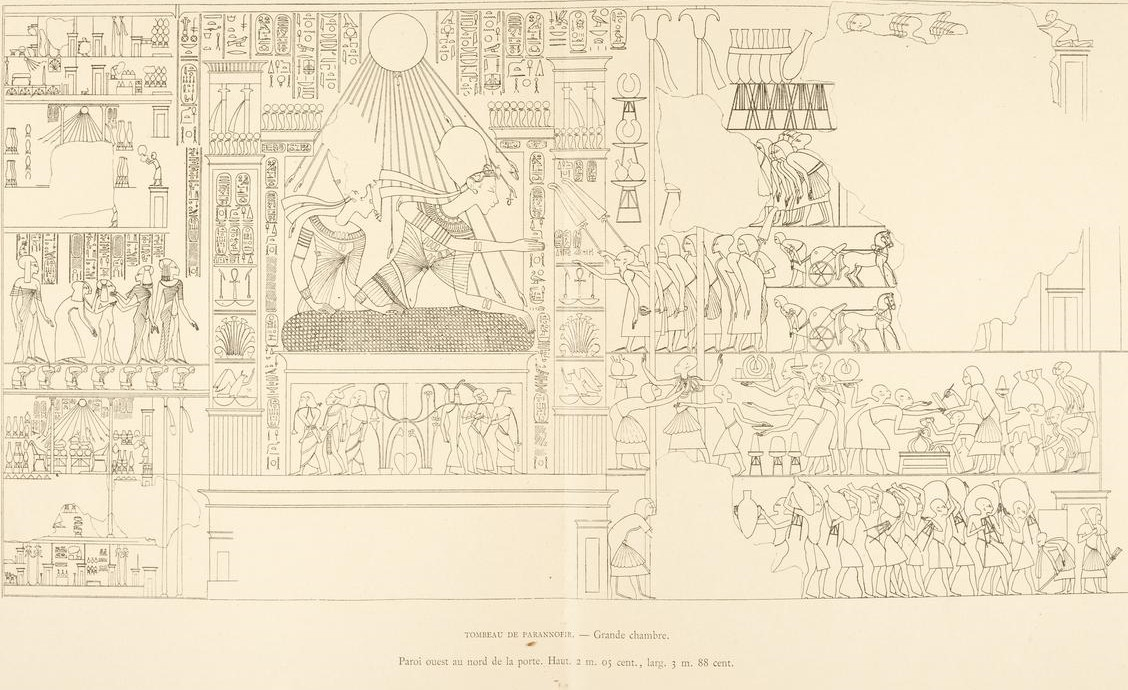
Il faraone Akhenaton e sua moglie, la regina Nefertiti, distribuiscono regali dal balcone del palazzo reale. Dalla camera sepolcrale principale della Tomba di Paranofir, Amarna.

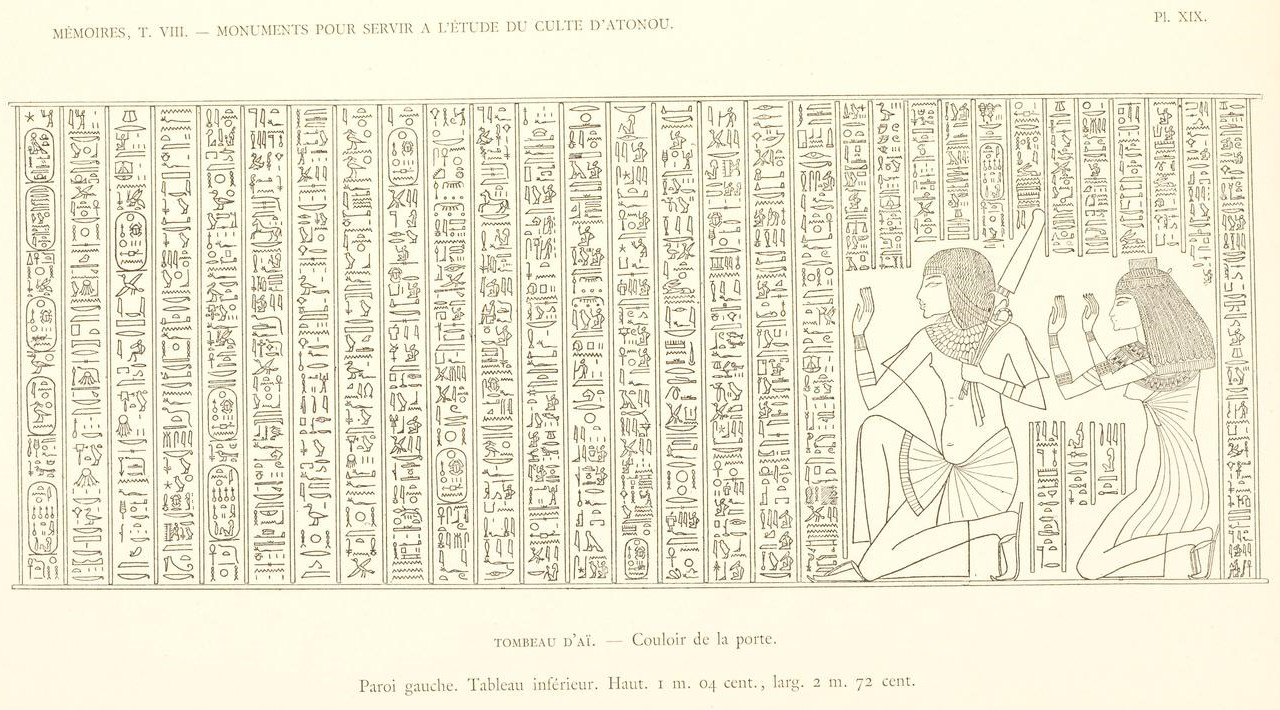
Il faraone Ay e sua moglie, la regina Tey, in preghiera. Illustrazione dal libro di Urbain Bouriant, Georges Legrain, Gustave Jéquier, Monuments pour servir à l'étude du culte d'Atonou en Égypte, Mémoires Band VIII, IFAO, Il Cairo, 1903.

- Le Tombeau de Ramsès à Cheikh-abd-el-Qournah, in Revue archéologique, Didier, Parigi, mai 1882.
- Deux jours de fouilles à Tell El Amarna,  Ernest Leroux Éditeur, Paris, 1884.
- Rapport au ministre de l'Instruction publique sur une mission dans la Haute-Égypte (1884-1885), E Leroux, Parigi, 1887.
- Le Livre des rois, contenant la liste chronologique des rois, reines, princes, princesses et personnages importants de l'Égypte, depuis Ménès jusqu'à Nectanebo II, con Émile Brugsch-Bey, Il Cairo, 1887.
- L'Église copte du tombeau de Déga, Mémoire de Imprimerie de l'Institut français d'archéologie orientale (MIFAO), Il Cairo, 1889.
- Les Papyrus d'Akmim, MIFAO, Parigi, 1889.[2]
- Mémoires publiés par les members de la Mission archéologique française au Caire: Fragments grecs du livre d'Énoch, IFAO; Il Cairo, 1890.
- La Bibliothèque du Deïr-Amba Shenoudi 2e partie Actes du Concile d'Éphèse, Ernest Leroux Éditeur, Parigi, 1892.
- Le Papyrus mathématique d'Akhmîm, Ernest Leroux Éditeur, Paris, 1892.
- Chansons populaires arabes en dialecte du Caire d'après les manuscrits d'un chanteur des rues,[N 2] E. Leroux, Parigi, 1893.[5]
- Église de l'Apa Victor, MIFAO, Il Cairo, 1893.
- L'éloge de l'Apa Victor,  Ernest Leroux Éditeur, Paris, 1893.
- Le Tombeau de Harmhabi,  Ernest Leroux Éditeur, Paris, 1893.
- Les carrières de Ptolémais, con Georges Legrain e Jacques de Morgan, Ernest Leroux Éditeur, Paris, 1894.
- Le Tombeau de Harmhabi,  Ernest Leroux Éditeur, Paris, 1894.
- Note sur les carrières antiques de Ptolémaïs (Menchiyeh), con MM. J. de Morgan, Georges Legrain, MIFAO, Parigi, 1894.
- Catalogue des monuments et inscriptions de l'Égypte antique. Ouvrage publié sous les auspices de S. A. Abbas II Helmi, khédive d'Égypte, par la direction générale du service des antiquités. 1re série. Haute-Égypte. Tome I. De la frontière de Nubie à Kom Ombos, con J. de Morgan, G. Legrain, G. Jéquier, A. Barsanti, Imprimerie de A. Holzhausen, Vienna, 1894-1895.
- Catalogue des monuments et inscriptions de l'Égypte antique. Ouvrage publié sous les auspices de S. A. Abbas II Helmi, khédive d'Égypte, par la direction générale du service des antiquités. 1re série. Haute-Égypte. Tome II. Kom Ombos. 1re partie, con J. de Morgan, G. Legrain, G. Jéquier, A. Barsanti, Imprimerie de A. Holzhausen, Vienna, 1894-1895.
- Description topographique et historique de l'Égypte, con Ahmad al-Maqrîzî e Paul Casanova, Ernest Leroux Éditeur, Paris, 1895.
- Monuments pour servir à l'étude du culte d'Atonou en Égypte Tome I. Les Tombes de Khouitatonou, con Gustave Jéquier e Georges Legrain, IFAO, Il Cairo, 1903.[6]

### Annotazioni
1. ↑  Edita in due volumi da Ernest Leroux Éditeur, Parigi, con il titolo Description topographique et historique de l’Égypte tra il 1895 e il 1900.
2. ↑  A cura della Missione archeologica francese al Il Cairo, con testi in arabo, solo i titoli sono in francese.

### Fonti
1. 1 2 3  Pouillon 2008, p. 142.
2. 1 2 3  Johnston 2016, p. 15.
3. ↑  Johnston 2016, p. 16.
4. 1 2 3 4 5  Pouillon 2008, p. 143.
5. 1 2  Hámori 1991, p. 3.
6. 1 2 3  Assman 1998, p. 257.